# ألكساندرا ريبينوك
ألكساندرا فياتشيسلافوفنا ريبينوك(الروسية: Алекса́ндра Вячесла́вовна Ребено́к ؛ من مواليد 6 مايو 1980 ، موسكو ، جمهورية روسيا الاتحادية الاشتراكية السوفيتية ، اتحاد الجمهوريات الاشتراكية السوفياتية) ممثلة مسرحية وسينمائية وتلفزيونية روسية.

## روابط خارجية
- ألكساندرا ريبينوك على موقع IMDb (الإنجليزية)
- ألكساندرا ريبينوك على موقع قاعدة بيانات الفيلم (الإنجليزية)
- ألكساندرا ريبينوك على موقع كينوبويسك (الروسية)